# Omertà
Omertà [omerˈta] bezeichnet im engeren Sinne die Schweigepflicht der Mitglieder der Mafia und ähnlicher krimineller Organisationen gegenüber Außenstehenden und ist Teil des Ehrenkodex der Organisation. Eine Person, welche dagegen verstößt und insbesondere mit den Behörden zusammenarbeitet, wird Pentito (it.: „Reuiger“ und „Geständiger“) genannt.
Im erweiterten Maße erwartet die Mafia dieses ungeschriebene Gesetz des Schweigens auch von Nichtmitgliedern, betroffenen Opfern und potentiellen Zeugen. Insbesondere auf Sizilien ist es deshalb in der Bevölkerung verankert, sich nicht als Zeuge zur Verfügung zu stellen. Beschuldigte klären aus diesem Grund auch unberechtigte Verdächtigungen nicht auf, sondern akzeptieren stattdessen sogar eine fälschliche Verurteilung oder Bestrafung.

„Cu è surdu, orbu e taci, campa cent’ anni ’mpaci“

„Wer taub, blind und stumm ist, lebt hundert Jahre in Frieden.“

## Etymologie
Die Etymologie von Omertà ist unklar. Sowohl der Camorra-Begriff der Unterordnung und Demut (umiltà) werden als Ursprung genannt – omertà (oder omirtà) bedeutet in süditalienischen Dialekten umiltà – als auch die sizilianische Bezeichnung für den Mann: omu. Das Wort ist in diesem Sinn seit etwa 1800 nachweisbar.
Ursprünglich bedeutet Omertà als Bestandteil eines archaischen, männlichen Ehrbegriffs, dass man „seine Dinge selbst regelt“: „Für Gerechtigkeit, Ehre und Rache muß ein Mann schon selber sorgen.“

## Funktion
Die Omertà verbietet es Mitgliedern der Vereinigung, mit Nicht-Angehörigen über interne Angelegenheiten zu sprechen. Der in der Öffentlichkeit wahrgenommene Teil dieser Regel bezieht sich auf die beobachtbare Aussageverweigerung gegenüber staatlichen Organen, insbesondere Polizei und Justiz, d. h., es werden nicht nur keine Aussagen über die Aktivitäten der Organisation gemacht, sondern die Existenz der Gruppe oder die Zugehörigkeit wird verschwiegen oder sogar aktiv verleugnet.

“Never open your mouth, unless you’re in the dentist’s chair.”

„Mach nie deinen Mund auf, außer du sitzt auf dem Zahnarztstuhl.“

Das Schweigeprinzip der Omertà geht aber über diese Abschottung nach außen hinaus und ist auch eine Abschottung nach innen, d. h., auch innerhalb der Organisation verfügen rangniedrige Mitglieder nie über vollständige Informationen. Da die Kommunikationswege streng hierarchisch sind, d. h. die Befehlskette grundsätzlich nicht umgangen wird, unterstützt die Omertà diese Abschottung nach oben.

„Jeder einzelne ist eine Wand, die den Kerl weiter oben schützt. Angenommen, sie wollen mit Tameleo [Enrico „Henry“ Tameleo: Unterboss der Patriarca-Familie] ein Geschäft machen. Mit Tameleo kann man (direkt) kein Geschäft machen. Man muss mit jemandem weiter unten das Geschäft machen. Wir stellen uns jetzt eine Wand vor. Wenn Sie zu mir kommen, bin ich die Wand. Weiter kommen Sie nicht. Wenn ich mit Ihnen ein Geschäft mache und danach mit Tameleo, würden Sie nie davon erfahren. Sie können mich der Polizei ausliefern, aber nie Tameleo, weil ich nicht reden würde …“

Durch die Verhinderung von Informationen beschränkt die Omertà das Problem des Gefangenendilemmas. Um die Omertà durchzusetzen, wird ein Verstoß gegen diese Schweigepflicht in der Regel mit dem Tod geahndet; außerdem ist ein Inhaftierter sich bewusst, dass seine Angehörigen zwar (oft) während seiner Haft versorgt werden, aber auch als Geiseln zu betrachten sind, die in Form einer Kollektivhaftung bestraft werden können.

“In the circle in which I travel, a dumb man is more dangerous than a hundred rats.”

„In den Kreisen, in denen ich verkehre, ist ein dummer [en: „dumb“ = urspr. „stumm“ aber auch – wie hier – „dumm“] Mann gefährlicher als hundert Ratten [en: „rat“ = urspr. „Ratte“ aber auch – wie hier – „Verräter“].“

## Adaptionen in Film, Musik, Literatur und Spiel
- 1968: Der Tag der Eule: italienischer Film, in dem ein Polizist an der Omertà scheitert und resigniert
- 1990: GoodFellas – Drei Jahrzehnte in der Mafia: Biografischer Film über den Pentito Henry Hill
- 1999: Jagged Alliance 2 (Computerspiel): Name des Heimatdorfes der Rebellen, in dem das Spiel beginnt
- 2000: Mario Puzo: Omertà. Random House. New York 2000.
- 2002: Mafia (Computerspiel): 10. Level
- 2003: Katatonia: Omerta auf dem Album Viva Emptiness
- 2004: Lamb of God: Omerta auf dem Album Ashes of the Wake
- 2004: Omerta ist ein textbasiertes Mehrspieler-RPG, basierend auf der Geschichte des legendären Don Barafranca.[5]
- 2004: Diablo: Musikstück Omerta auf dem Album Eternium der finnischen Metallband
- 2007: Die Sopranos: Mafiaserie von HBO
- 2008: Omertà, ein Album des Rappers Fard
- 2010: Mafia II
- 2010: The Town – Stadt ohne Gnade
- 2010: Fallout: New Vegas: „Omerta“ ist in diesem Videospiel der Name einer kriminellen Familie, die einen Nachtclub betreibt.
- 2012: Adrenaline Mob: Omertà ist das Debütalbum.
- 2013: Omerta – City of Gangsters Videospiel (Wirtschaftssimulation)
- 2014: Castle: Krimiserie Folge Bluteid (Staffel 7, Folge 10)
- 2017: SpongeBozz: das Lied La Familia aus dem Album Started from the Bottom / KrabbenKoke Tape handelt davon, wie der Interpret aufgrund von Omérta für ein versehentliches Tötungsdelikt nicht angezeigt wird.
- 2019: Drake: Omerta ist eine Single aus dem Album Money in the Grave
- 2024: Finnische Thrillerserie Operation Omerta